# Protocolo de Estado
Podemos entender o protocolo de Estado como um conjunto de procedimentos e regras de funcionamento a aplicar em cerimónias e ocasiões em que se encontram representados os chefes de estado de um país, federação ou região, entre outros.
Pretende não só criar uma forma oficial de ordenar as precedências nos actos oficiais como também regulamentar os procedimentos que devem ser adotados no respectivo país face a determinados actos em que estão presentes várias personalidades com representação políticas, militar, diplomática, religiosa, etc.
Decidir quem preside a uma determinada cerimónia; quem se senta ao lado de quem; quem entra primeiro numa sala; quem usa da palavra, deverá estar previsto pelo protocolo de estado, por forma a facilitar o bom entendimento geral.
É normalmente regido por normas jurídicas e legislação própria de cada país, estando muito interligado com regras de protocolo diplomático. No fundo pretende-se, evitar o vazio de não saber o que fazer e/ou não fazer na presença de determinada individualidade, e, principalmente, como fazer, de forma a que todos os intervenientes sejam respeitados na decorrência do seu cargo e/ou representatividade.
Do Protocolo de estado poderão ainda depender outras funções como a verificação da representatividade de determinada pessoa ou entidade, zelar pelo cumprimento das regras aprovadas, fazer a ligação com os diversos representados e países estrangeiros ou representações diplomáticas, comunicação social e restantes individualidades.

## Brasil
O protocolo de estado no Brasil é mais conhecido como Cerimonial Público, e decorre de um poder constitucional da Presidência da República. Publicado por decreto legislativo próprio, referendado por diversos ministérios.

## Portugal
Em Portugal o protocolo de Estado está na dependência do Ministério dos Negócios Estrangeiros.